# Francesco Manno
Pour les articles homonymes, voir Manno.
Francesco Manno, né le 20 novembre 1752 à Palerme et mort le 18 juin 1831 à Rome, est un peintre et architecte italien.

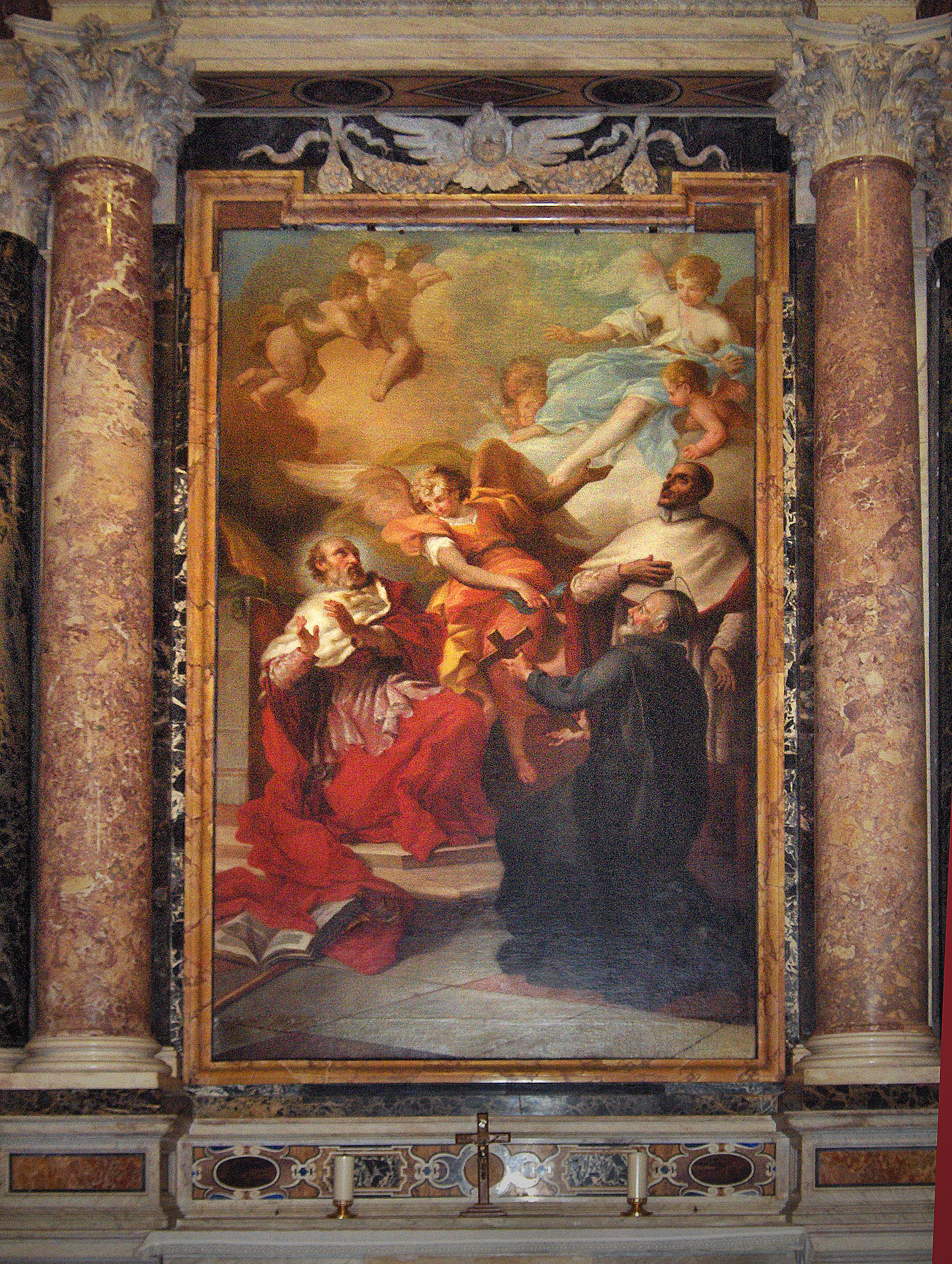
Sant'Andrea della Valle, retable de Francesco Manno

## Biographie
Fils de Girolamo et de Petronilla Salsella (ou Sabella ?), il se consacre d'abord à l'orfèvrerie, puis à la peinture, suivant l'exemple de ses frères Vincenzo et Antonio. Ce dernier est un académicien de San Luca. Les premières œuvres de Francesco Manno sont un portrait de Ferdinando di Borbone - jusqu'en 1934 à la Galerie nationale de Palerme -  et l'esquisse Trionfo di San Giuseppe, aujourd'hui conservée à la Galerie régionale de Sicile, au Palazzo Abatellis.

### Premières années à Rome
Vers 1786, Francesco Manno arrive à Rome et travaille d'abord avec Pompeo Batoni, qui le fascine et l'influence ; puis, en 1787, il s'installe dans l'atelier du peintre espagnol Francisco Preciado de la Vega qui avait été l'élève de Sebastiano Conca. Francesco Manno se fait rapidement fait un nom en tant qu'artiste prolifique, précis et attentif, et il reçoit de nombreux honneurs et commandes. Il est l'un des artistes préférés pour les cérémonies de canonisation, mais il travaille également pour les églises orthodoxes romaines. Il n'oublie pas sa patrie et de nombreuses églises et musées de Sicile possèdent désormais ses œuvres.
En 1786, il remporte le premier prix du concours Balestra, avec Clélia traversant le Tibre, toile conservée à l'Accademia di San Luca. Pour l'église de San Teodoro al Palatino il peint San Giuliano et la toile I beati Nicolò Fattor e Tommaso de Cori, en 1786; en 1787, il peint les I beati Sebastiano Apparizio e Giuseppe della Croce.
La grande toile Beato Nicola da Longobardi riceve la croce dal Redentore, peinte en 1786, pour l'église de San Francesco di Paola, est connue parce qu'une estampe en a été tirée. Il existe un dessin préparatoire de la Vierge à l'enfant avec des saints dominicains, peinte en 1787, pour le monastère de Palerme de la Pietà.
L'un de ses tableaux, signé, daté de 1788 et intitulé Carlo Marchionni umilia alla santità di papa Pie VI, se trouve aujourd'hui dans la collection de Lemme. Dans ce tableau, outre l'architecte Marchionni et le pape, il y a sept figures allégoriques : Intelletto, Buon Governo, Liberalità, Devozione, Consiglio, Tempo e Fama qui, d'une fenêtre, joue de la trompette. En arrière-plan, on voit le cardinal neveu Romoaldo Braschi-Onesti et le cardinal Enrico Benedetto Stuart, duc d'York. Dans la collection Lemme comprend également une Déposition, peinte vers 1815.
Au Palazzo Altieri, sur la Piazza del Gesù, entre 1791 et 1793, Manno crée Ersilia et remet à Romulus un rameau d'olivier, dans un style qui respire le néoclassicisme. Les toiles de Manno ont toujours une belle palette de couleurs et les personnages ont des poses élégantes et sont placés à différents niveaux, selon une géométrie composée de diagonales, tracée par les grands maîtres.

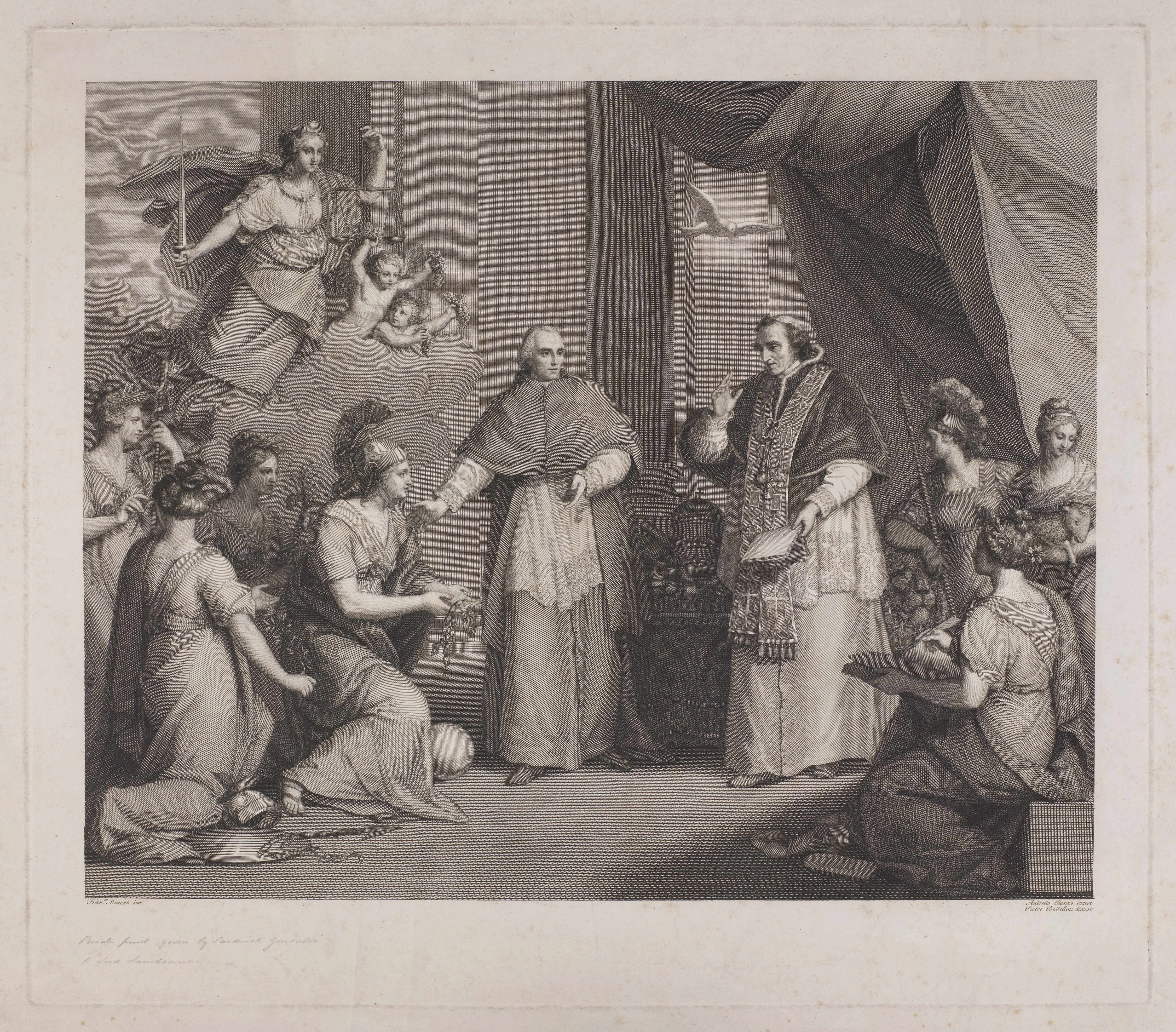
Restauration à Rome. Le Pape avec les Légations, gravure de Francesco Nanno

À partir de 1798, Francesco Manno a son atelier dans la Sala dantesca du Palazzo Poli. À partir de 1794, il est membre de l'Académie pontificale des beaux-arts et des lettres des virtuoses au Panthéon, dont il est, à diverses reprises, le régent ou le chambellan. En 1800, Pie VII le nomme peintre des Palais sacrés. Il devient académicien de San Luca en 1806.
La toile, perdue plus tard, le Beato Bernardo da Offida, cappuccino, in colloquio con cinque vescovi est connue pour une gravure réalisée par Alessandro Mochetti en 1796. Le portrait d'Ascanio de Giannetti, aujourd'hui conservé à la Pinacoteca Comunale de Spoleto, laisse entrevoir le style puriste qui se répand plus tard, au milieu du XIXe siècle. On peut dire que Francesco Manno marque la transition entre le XVIIIe siècle mature - avec ses airs de classicisme - et le maniérisme du XIXe siècle, effleurant à peine le néoclassicisme.

### Peintre et architecte
Dans la tribune de la basilique San Bartolomeo all'Isola, en 1806 Francesco Manno peint la toile avec le martyre du Saint. En 1807, il conçoit la chapelle de la Pietà, dans la basilique des Saints-Apôtres de Rome, dans le Rione Trevi, et la décore du retable intitulé Déscente de la Croix, qu'il signe et date de 1815.